# Callirhipis dejeanii
Callirhipis dejeanii là một loài bọ cánh cứng trong họ Callirhipidae. Loài này được Latreille miêu tả khoa học đầu tiên năm 1829.